# Mecistocephalus castaneiceps
Mecistocephalus castaneiceps är en mångfotingart som beskrevs av Haase 1887. Mecistocephalus castaneiceps ingår i släktet Mecistocephalus och familjen storhuvudjordkrypare.
Artens utbredningsområde är Tuvalu. Inga underarter finns listade i Catalogue of Life.